# AZS Olsztyn w sezonie 2012/2013

## Transfery

### Przyszli
| Imię i nazwisko         | Poprzedni klub           |
| ----------------------- | ------------------------ |
| Damian Boruch           | AZS Olsztyn (Młoda Liga) |
| Rafael Batista da Silva | Volta Redonda FC         |
| Jonas Kvalen            | Førde VBK                |
| Kamil Obrębski          | AZS II Olsztyn           |
| Wojciech Sobala         | AZS Częstochowa          |
| Łukasz Szarek           | GAS Pamwochaikos         |
| Michał Żurek            | Fart Kielce              |
| w trakcie sezonu        |                          |
| Patryk Skup             | Krispol Września         |
| Piotr Gruszka           | CMC Rawenna              |

### Odeszli
| Imię i nazwisko     | Lata gry w klubie       | Nowy klub                   |
| ------------------- | ----------------------- | --------------------------- |
| Mariusz Gaca        | 2011 – 2012             | BBTS Bielsko-Biała          |
| Marcin Mierzejewski | 2004 – 2005 2010 – 2012 | UMKS Kęczanin Kęty          |
| Paweł Siezieniewski | 2002 – 2003 2007 – 2012 | AZS Politechnika Warszawska |
| Andrzej Stelmach    | 2011 – 2012             | AZS Częstochowa             |
| Wojciech Winnik     | 2009 – 2012             | Ślepsk Suwałki              |

## Drużyna

### Sztab
| Pierwszy trener | Radosław Panas       |
| Drugi trener    | Piotr Poskrobko      |
| Fizjoterapeuta  | Paweł Ciesiun        |
| Lekarz          | Wojciech Remiszewski |
| Statystyk       | Kamil Sołoducha      |

### Zawodnicy
| Nr | Imię i nazwisko         | Data urodzenia         | Wzrost | Pozycja                 | Uwagi                           |
| -- | ----------------------- | ---------------------- | ------ | ----------------------- | ------------------------------- |
| 1  | Guillermo Hernán        | 25 lipca 1982(dts)     | 182 cm | rozgrywający            | kapitan                         |
| 2  | Jonas Kvalen            | 6 czerwca 1992(dts)    | 196 cm | rozgrywający            | –                               |
| 3  | Michał Żurek            | 3 czerwca 1988(dts)    | 182 cm | libero                  | –                               |
| 4  | Bartosz Mariański       | 26 maja 1992(dts)      | 186 cm | libero / przyjmujący    | występował także w Młodej Lidze |
| 5  | Wojciech Ferens         | 5 kwietnia 1991(dts)   | 194 cm | przyjmujący             | zastępca kapitana               |
| 6  | Kamil Obrębski          | 8 sierpnia 1989(dts)   | 188 cm | rozgrywający            | występował także w Młodej Lidze |
| 7  | Łukasz Szarek           | 20 lutego 1990(dts)    | 200 cm | atakujący / przyjmujący | –                               |
| 8  | Jakub Urbanowicz        | 14 sierpnia 1993(dts)  | 203 cm | przyjmujący             | występował także w Młodej Lidze |
| 9  | Metodi Ananiew          | 17 lutego 1986(dts)    | 202 cm | przyjmujący             | –                               |
| 9  | Piotr Gruszka           | 8 marca 1977(dts)      | 206 cm | przyjmujący             | od 22 listopada 2012            |
| 10 | Dawid Gunia             | 1 stycznia 1987(dts)   | 203 cm | środkowy                | –                               |
| 11 | Wojciech Sobala         | 12 maja 1988(dts)      | 208 cm | środkowy                | –                               |
| 12 | Rafael Batista da Silva | 30 listopada 1991(dts) | 197 cm | przyjmujący             | –                               |
| 13 | Piotr Łukasik           | 11 lipca 1994(dts)     | 208 cm | przyjmujący             | występował także w Młodej Lidze |
| 15 | Patryk Skup             | 27 kwietnia 1988(dts)  | 204 cm | uniwersalny             | od 25 października 2012         |
| 16 | Piotr Hain              | 26 lutego 1991(dts)    | 207 cm | środkowy                | –                               |
| 17 | Bartosz Krzysiek        | 19 lutego 1990(dts)    | 208 cm | atakujący               | –                               |
| 18 | Damian Boruch           | 14 grudnia 1989(dts)   | 209 cm | środkowy                | –                               |

- Metodi Ananiew zerwał ścięgno Achillesa tuż przed rozpoczęciem fazy zasadniczej rozgrywek o mistrzostwo Polski. Dwa miesiące później do drużyny dołączył Piotr Gruszka, który otrzymał taki sam numer na koszulce jak Ananiew. W tym czasie Bułgar nie figurował w składzie drużyny na oficjalnej stronie PlusLigi.

## Mecze sparingowe
| 01.09.2012 | Indykpol AZS Olsztyn | 1:3 (19:25, 18:25, 25:23, 23:25) | Lotos Trefl Gdańsk | Hala OSiR, Suwałki                                                      |  |
| 18:00      | Wyjściowe ustawienie: Jonas Kvalen Wojciech Ferens Metodi Ananiew Wojciech Sobala Piotr Hain Bartosz Krzysiek Michał Żurek (L) Zmiany: Dawid Gunia Kamil Obrębski Łukasz Szarek Rafael Batista da Silva | raport                           | Wyjściowe ustawienie: Michał Kaczmarek Patryk Szczurek Wojciech Kaźmierczak Mateusz Mika Paweł Mikołajczak Wojciech Żaliński Paweł Rusek (L) Zmiany: Bartosz Gawryszewski | Sędzia I: Krzysztof Karczewski Sędzia II: Hanna Danielewicz Widzów: 600 |  |

| 02.09.2012 | Indykpol AZS Olsztyn | 0:3 (25:27, 25:20, 21:25) | Pekpol Ostrołęka | Hala OSiR, Suwałki                                                      |  |
| 11:00      | Wyjściowe ustawienie: Jonas Kvalen Dawid Gunia Piotr Hain Rafael Batista da Silva Wojciech Ferens Bartosz Krzysiek Michał Żurek (L) Zmiany: Jakub Urbanowicz Wojciech Sobala | raport                    | Wyjściowe ustawienie: Grzegorz Pietkiewicz Grzegorz Białek Maciej Krzywiecki Jan Król Tomasz Stańczuk Karol Szczygielski Adrian Mihułka (L) Zmiany: Maciej Naliwajko | Sędzia I: Krzysztof Karczewski Sędzia II: Hanna Danielewicz Widzów: 200 |  |

| 07.09.2012 | Indykpol AZS Olsztyn | 3:1 (26:24, 25:27, 25:21, 25:20) | AZS Politechnika Warszawska | Hala widowiskowo-sportowa, Nidzica |  |
| 18:00      | Wyjściowe ustawienie: Jonas Kvalen Łukasz Szarek Metodi Ananiew Wojciech Ferens Dawid Gunia Piotr Hain Michał Żurek (L) Zmiany: Kamil Obrębski Wojciech Sobala Rafael Batista da Silva Bartosz Krzysiek | raport                           | Wyjściowe ustawienie: Fabian Drzyzga Paweł Adamajtis Krzysztof Wierzbowski Dmytro Cyrkin Maciej Zajder Dawid Dryja Maciej Olenderek (L) Zmiany: Maksymilian Szuleka Nemanja Stefanović Przemysław Smoliński Michał Potera (L) |                                    |  |

| 08.09.2012 | Indykpol AZS Olsztyn | 0:3 (23:25, 33:35, 22:25) | AZS Politechnika Warszawska | Hala widowiskowo-sportowa, Nidzica |  |
| 12:00      | Wyjściowe ustawienie: Jonas Kvalen Bartosz Krzysiek Metodi Ananiew Wojciech Ferens Wojciech Sobala Dawid Gunia Michał Żurek (L) Zmiany: Łukasz Szarek Kamil Obrębski Piotr Hain Jakub Urbanowicz | raport                    | Wyjściowe ustawienie: Fabian Drzyzga Grzegorz Szymański Maciej Pawliński Krzysztof Wierzbowski Marcin Nowak Maciej Zajder Michał Potera (L) Zmiany: Nemanja Stefanović Dmytro Cyrkin Dawid Dryja |                                    |  |

| 12.09.2012 | Indykpol AZS Olsztyn | 1:3 (25:21, 21:25, 15:25, 15:25) | PGE Skra Bełchatów | Hala MOŚiR, Radom |  |
| 17:00      | Wyjściowe ustawienie: Jonas Kvalen Łukasz Szarek Wojciech Ferens Metodi Ananiew Piotr Hain Wojciech Sobala Michał Żurek (L) Zmiany: Bartosz Krzysiek Rafael Batista da Silva Kamil Obrębski Dawid Gunia Jakub Urbanowicz | raport                           | Wyjściowe ustawienie: Paweł Woicki Aleksandar Atanasijević Michał Winiarski Yosleyder Cala Daniel Piliński Karol Kłos Paweł Zatorski (L) Zmiany: Michał Bąkiewicz Łukasz Zugaj |                   |  |

| 13.09.2012 | Indykpol AZS Olsztyn | 2:3 (27:25, 20:25, 22:25, 25:22, 10:15) | Czarni Radom | Hala MOŚiR, Radom |  |
| 17:00      | Wyjściowe ustawienie: Jonas Kvalen Bartosz Krzysiek Metodi Ananiew Wojciech Ferens Piotr Hain Wojciech Sobala Michał Żurek (L) Zmiany: Kamil Obrębski Rafael Batista da Silva Łukasz Szarek Dawid Gunia Jakub Urbanowicz Damian Boruch Bartosz Mariański (L) | raport                                  | Wyjściowe ustawienie: Bartłomiej Neroj Jakub Radomski Michał Ostrowski Krzysztof Ferek Marcin Kocik Bartłomiej Grzechnik Paweł Filipowicz (L) Zmiany: Robert Prygiel Kacper Gonciarz Maciej Kałasz Kamil Gutkowski Janusz Gałązka Rafał Pszenny (L) |                   |  |

| 14.09.2012 | Indykpol AZS Olsztyn | 3:1 (25:22, 25:23, 22:25, 25:22) | Camper Wyszków | Hala WOSiR, Wyszków |  |
| 19:00      |                      | raport                           |                |                     |  |

| 15.09.2012 | Indykpol AZS Olsztyn | 1:2 (19:25, 25:23, 15:17) | AZS Politechnika Warszawska | Hala WOSiR, Wyszków |  |
| 11:30      |                      | raport                    |                             |                     |  |

| 15.09.2012 | Indykpol AZS Olsztyn | 3:0 (25:22, 25:19, 25:20) | Pekpol Ostrołęka | Hala WOSiR, Wyszków |  |
| 13:00      | Wyjściowe ustawienie: Kamil Obrębski Metodi Ananiew Wojciech Ferens Bartosz Krzysiek Piotr Hain Wojciech Sobala Michał Żurek (L) Zmiany: Jonas Kvalen Dawid Gunia Łukasz Szarek | raport                    | Wyjściowe ustawienie: Grzegorz Pietkiewicz Jan Król Maciej Krzywiecki Grzegorz Białek Dawid Siwczyk Tomasz Stańczuk Adrian Mihułka (L) Zmiany: Jakub Nowosielski |                     |  |

| 21.09.2012 | Indykpol AZS Olsztyn | 3:2 (24:26, 25:18, 25:27, 25:21, 15:7) | Wkręt-met AZS Częstochowa | Arena Ursynów, Warszawa |  |
| 17:00      | Wyjściowe ustawienie: Wojciech Ferens 19 pkt Metodi Ananiew 16 pkt Łukasz Szarek 13 pkt Wojciech Sobala 5 pkt Piotr Hain 2 pkt Guillermo Hernán 1 pkt Michał Żurek (L) Zmiany: Bartosz Krzysiek 19 pkt Dawid Gunia 6 pkt Jonas Kvalen 0 pkt | raport statystyki                      | Wyjściowe ustawienie: 17 pkt Grzegorz Bociek 14 pkt Miłosz Hebda 13 pkt Michał Kaczyński 12 pkt Srećko Lisinać 11 pkt Adrian Hunek 6 pkt Andrzej Stelmach (L) Kacper Piechocki Zmiany: 2 pkt Marcin Janusz 0 pkt Mariusz Marcyniak |                         |  |

| 22.09.2012 | Indykpol AZS Olsztyn | 2:3 (25:19, 25:19, 21:25, 20:25, 8:15) | PGE Skra Bełchatów | Arena Ursynów, Warszawa |  |
| 15:00      | Wyjściowe ustawienie: Bartosz Krzysiek 19 pkt Wojciech Ferens 11 pkt Wojciech Sobala 11 pkt Metodi Ananiew 8 pkt Piotr Hain 5 pkt Guillermo Hernán 3 pkt Michał Żurek (L) Zmiany: Łukasz Szarek 4 pkt Jakub Urbanowicz 4 pkt Jonas Kvalen 0 pkt | raport statystyki                      | Wyjściowe ustawienie: 18 pkt Mariusz Wlazły 14 pkt Konstantin Čupković 6 pkt Karol Kłos 5 pkt Wytze Kooistra 5 pkt Yosleyder Cala 2 pkt Dejan Vinčić (L) Michał Winiarski Zmiany: 12 pkt Aleksandar Atanasijević 9 pkt Michał Bąkiewicz 1 pkt Paweł Woicki (L) Paweł Zatorski |                         |  |

| 23.09.2012 | Indykpol AZS Olsztyn | 0:3 (21:25, 21:25, 23:25) | ZAKSA Kędzierzyn-Koźle | Arena Ursynów, Warszawa |  |
| 11:00      | Wyjściowe ustawienie: Bartosz Krzysiek 16 pkt Piotr Hain 10 pkt Wojciech Ferens 8 pkt Łukasz Szarek 6 pkt Wojciech Sobala 3 pkt Guillermo Hernán 0 pkt Michał Żurek (L) Zmiany: Jakub Urbanowicz 5 pkt Dawid Gunia 2 pkt Jonas Kvalen 0 pkt Bartosz Mariański 0 pkt | raport statystyki         | Wyjściowe ustawienie: 17 pkt Antonin Rouzier 13 pkt Michał Ruciak 13 pkt Felipe Luiz Fonteles 6 pkt Łukasz Wiśniewski 6 pkt Marcin Możdżonek 3 pkt Paweł Zagumny (L) Piotr Gacek Zmiany: 1 pkt Maciej Polański 0 pkt Dominik Witczak |                         |  |

| 28.09.2012 | Indykpol AZS Olsztyn | 3:1 (22:25, 25:20, 25:13, 25:14) | Ślepsk Suwałki | Hala Urania, Olsztyn |  |
| 16:30      | Wyjściowe ustawienie: Wojciech Ferens 12 pkt Wojciech Sobala 11 pkt Piotr Hain 7 pkt Bartosz Krzysiek 6 pkt Łukasz Szarek 6 pkt Guillermo Hernán 3 pkt Michał Żurek (L) Zmiany: Jakub Urbanowicz 4 pkt Dawid Gunia 4 pkt Jonas Kvalen 0 pkt Rafael Batista da Silva 0 pkt | raport statystyki                | Wyjściowe ustawienie: 11 pkt Wojciech Winnik 11 pkt Adrian Buchowski 8 pkt Kamil Skrzypkowski 6 pkt Mariusz Schamlewski 3 pkt Łukasz Rudzewicz 2 pkt Mateusz Leszczawski (L) Kamil Dembiec Zmiany: 6 pkt Artur Ratajczak 4 pkt Jakub Peszko 3 pkt Łukasz Jurkojć 1 pkt Janusz Górski |                      |  |

## Mecze w PlusLidze

### Faza zasadnicza
| 06.10.2012 | Asseco Resovia Rzeszów | 3:0 (25:21, 25:22, 25:17) | Indykpol AZS Olsztyn | Hala Podpromie, Rzeszów                                                              |  |
| 14:30      | Wyjściowe ustawienie: Zbigniew Bartman 17 pkt Wojciech Grzyb 13 pkt Olieg Achrem 12 pkt Grzegorz Kosok 7 pkt Paul Lotman 5 pkt Lukáš Ticháček 0 pkt Krzysztof Ignaczak (L) Zmiany: Jochen Schöps 2 pkt Łukasz Perłowski 1 pkt Rafał Buszek 1 pkt Maciej Dobrowolski 0 pkt Nikola Kovačević 0 pkt | statystyki raport         | Wyjściowe ustawienie: 13 pkt Bartosz Krzysiek 9 pkt Wojciech Ferens 8 pkt Piotr Hain 7 pkt Łukasz Szarek 4 pkt Wojciech Sobala 1 pkt Guillermo Hernán (L) Michał Żurek Zmiany: 0 pkt Bartosz Mariański 0 pkt Jonas Kvalen 0 pkt Dawid Gunia | Sędzia I: Andrzej Kuchna Sędzia II: Marek Lagierski Widzów: 4000 MVP: Wojciech Grzyb |  |

| 13.10.2012 | Indykpol AZS Olsztyn | 3:0 (25:18, 25:23, 25:19) | Wkręt-met AZS Częstochowa | Hala Urania, Olsztyn                                                               |  |
| 17:00      | Wyjściowe ustawienie: Bartosz Krzysiek 21 pkt Piotr Hain 9 pkt Wojciech Ferens 7 pkt Łukasz Szarek 7 pkt Wojciech Sobala 5 pkt Guillermo Hernán 0 pkt Michał Żurek (L) Zmiany: Bartosz Mariański 0 pkt Jonas Kvalen 0 pkt | statystyki raport         | Wyjściowe ustawienie: 16 pkt Grzegorz Bociek 9 pkt Srećko Lisinac 6 pkt Dawid Murek 3 pkt Miłosz Hebda 1 pkt Adrian Hunek 0 pkt Marcin Janusz (L) Jakub Bik Zmiany: 6 pkt Michał Kaczyński 0 pkt Kacper Piechocki 0 pkt Mariusz Marcyniak | Sędzia I: Tomasz Janik Sędzia II: Marcin Herbik Widzów: 1900 MVP: Bartosz Krzysiek |  |

| 15.11.2012 | PGE Skra Bełchatów | 3:1 (25:20, 25:20, 20:25, 25:21)                                            | Indykpol AZS Olsztyn | Hala Energia, Bełchatów                                                                      |  |
| 19:00      | Wyjściowe ustawienie: Aleksandar Atanasijević 19 pkt Wytze Kooistra 12 pkt Yosleyder Cala 11 pkt Karol Kłos 10 pkt Michał Bąkiewicz 9 pkt Paweł Woicki 3 pkt Paweł Zatorski (L) Zmiany: Mariusz Wlazły 4 pkt Dejan Vinčić 1 pkt Michał Winiarski 0 pkt | statystyki raport. siatka.org. [zarchiwizowane z tego adresu (2021-01-21)]. | Wyjściowe ustawienie: 16 pkt Bartosz Krzysiek 16 pkt Wojciech Ferens 10 pkt Łukasz Szarek 9 pkt Wojciech Sobala 3 pkt Piotr Hain 0 pkt Guillermo Hernán (L) Michał Żurek Zmiany: 1 pkt Patryk Skup 0 pkt Bartosz Mariański 0 pkt Dawid Gunia | Sędzia I: Mariusz Gadzina Sędzia II: Robert Dworak Widzów: 2700 MVP: Aleksandar Atanasijević |  |

| 28.10.2012 | Indykpol AZS Olsztyn | 0:3 (20:25, 20:25, 15:25)                                                   | Effector Kielce | Hala Urania, Olsztyn                                                                      |  |
| 16:00      | Wyjściowe ustawienie: Wojciech Ferens 12 pkt Bartosz Krzysiek 11 pkt Łukasz Szarek 4 pkt Wojciech Sobala 3 pkt Piotr Hain 3 pkt Guillermo Hernán 0 pkt Michał Żurek (L) Zmiany: Jakub Urbanowicz 3 pkt Rafael Batista da Silva 2 pkt Dawid Gunia 1 pkt Jonas Kvalen 0 pkt | statystyki raport. siatka.org. [zarchiwizowane z tego adresu (2021-01-18)]. | Wyjściowe ustawienie: 20 pkt Adrian Staszewski 16 pkt Armando Danger 6 pkt Robert Milczarek 6 pkt Grzegorz Kokociński 5 pkt Miłosz Zniszczoł 1 pkt Michał Kozłowski (L) Bartosz Sufa Zmiany: 2 pkt Tomasz Józefacki 0 pkt Grzegorz Pająk | Sędzia I: Piotr Skowroński Sędzia II: Maciej Maciejewski Widzów: 2200 MVP: Armando Danger |  |

| 03.11.2012 | ZAKSA Kędzierzyn-Koźle | 3:0 (25:22, 25:22, 27:25)                                                   | Indykpol AZS Olsztyn | Hala Azoty, Kędzierzyn-Koźle                                                             |  |
| 17:00      | Wyjściowe ustawienie: Dominik Witczak 15 pkt Felipe Luiz Fonteles 14 pkt Michał Ruciak 11 pkt Jurij Hładyr 10 pkt Marcin Możdżonek 6 pkt Paweł Zagumny 4 pkt Piotr Gacek (L) Zmiany: Serhij Kapełuś 0 pkt Grzegorz Pilarz 0 pkt | statystyki raport. siatka.org. [zarchiwizowane z tego adresu (2021-01-27)]. | Wyjściowe ustawienie: 19 pkt Bartosz Krzysiek 14 pkt Wojciech Ferens 8 pkt Wojciech Sobala 4 pkt Piotr Hain 3 pkt Łukasz Szarek 2 pkt Guillermo Hernán (L) Michał Żurek Zmiany: 0 pkt Rafael Batista da Silva 0 pkt Patryk Skup 0 pkt Jonas Kvalen | Sędzia I: Wojciech Maroszek Sędzia II: Piotr Król Widzów: 2000 MVP: Felipe Luiz Fonteles |  |

| 10.11.2012 | Indykpol AZS Olsztyn | 0:3 (23:25, 19:25, 18:25)                                                   | AZS Politechnika Warszawska | Hala Urania, Olsztyn                                                                |  |
| 17:00      | Wyjściowe ustawienie: Bartosz Krzysiek 14 pkt Wojciech Ferens 12 pkt Piotr Hain 4 pkt Rafael Batista da Silva 2 pkt Wojciech Sobala 1 pkt Guillermo Hernán 0 pkt Michał Żurek (L) Zmiany: Łukasz Szarek 4 pkt Jakub Urbanowicz 2 pkt Bartosz Mariański 0 pkt | statystyki raport. siatka.org. [zarchiwizowane z tego adresu (2021-01-27)]. | Wyjściowe ustawienie: 18 pkt Grzegorz Szymański 15 pkt Marcin Nowak 13 pkt Krzysztof Wierzbowski 3 pkt Fabian Drzyzga 2 pkt Maciej Zajder 1 pkt Maciej Pawliński (L) Michał Potera Zmiany: 7 pkt Paweł Siezieniewski (L) Maciej Olenderek | Sędzia I: Robert Dworak Sędzia II: Mariusz Gadzina Widzów: 1800 MVP: Fabian Drzyzga |  |

| 17.11.2012 | Jastrzębski Węgiel | 3:0 (25:21, 25:14, 25:21)                                                   | Indykpol AZS Olsztyn | Hala WS, Jastrzębie-Zdrój                                                                 |  |
| 17:00      | Wyjściowe ustawienie: Michał Kubiak 13 pkt Michał Łasko 10 pkt Patryk Czarnowski 8 pkt Rob Bontje 8 pkt Krzysztof Gierczyński 6 pkt Simon Tischer 6 pkt Jakub Popiwczak (L) Zmiany: Mateusz Malinowski 1 pkt Tiago Violas 0 pkt Radosław Zbierski 0 pkt | statystyki raport. siatka.org. [zarchiwizowane z tego adresu (2021-01-27)]. | Wyjściowe ustawienie: 9 pkt Łukasz Szarek 8 pkt Wojciech Ferens 8 pkt Piotr Hain 8 pkt Bartosz Krzysiek 4 pkt Wojciech Sobala 0 pkt Guillermo Hernán (L) Michał Żurek Zmiany: 6 pkt Patryk Skup 0 pkt Jonas Kvalen 0 pkt Bartosz Mariański | Sędzia I: Maciej Twardowski Sędzia II: Sylwester Strzylak Widzów: 2200 MVP: Simon Tischer |  |

| 23.11.2012 | Lotos Trefl Gdańsk | 2:3 (19:25, 38:36, 27:25, 21:25, 8:15)                                      | Indykpol AZS Olsztyn | Ergo Arena, Gdańsk/Sopot                                                                  |  |
| 20:00      | Wyjściowe ustawienie: Wojciech Kaźmierczak 15 pkt Paweł Mikołajczak 15 pkt Wojciech Żaliński 15 pkt Bartosz Gawryszewski 11 pkt Matti Hietanen 4 pkt Grzegorz Łomacz 1 pkt Paweł Rusek (L) Zmiany: Mateusz Mika 20 pkt Michał Kamiński 3 pkt Michał Kaczmarek 0 pkt Patryk Szczurek 0 pkt | statystyki raport. siatka.org. [zarchiwizowane z tego adresu (2021-01-25)]. | Wyjściowe ustawienie: 31 pkt Wojciech Ferens 27 pkt Bartosz Krzysiek 14 pkt Wojciech Sobala 13 pkt Piotr Hain 8 pkt Łukasz Szarek 2 pkt Guillermo Hernán (L) Michał Żurek Zmiany: 1 pkt Piotr Gruszka 0 pkt Bartosz Mariański 0 pkt Patryk Skup 0 pkt Jonas Kvalen | Sędzia I: Marek Lagierski Sędzia II: Waldemar Niemczura Widzów: 2450 MVP: Wojciech Ferens |  |

| 28.11.2012 | Delecta Bydgoszcz | 3:1 (20:25, 27:25, 25:19, 25:19)                                            | Indykpol AZS Olsztyn | Łuczniczka, Bydgoszcz                                                                    |  |
| 18:00      | Wyjściowe ustawienie: Dawid Konarski 17 pkt Stéphane Antiga 16 pkt Wojciech Jurkiewicz 13 pkt Andrzej Wrona 14 pkt Marcin Waliński 11 pkt Michal Masný 1 pkt Michał Dębiec (L) Zmiany: Łukasz Owczarz 1 pkt Łukasz Wiese 0 pkt Piotr Lipiński 0 pkt Krzysztof Rejno 0 pkt Tomasz Wieczorek 0 pkt | statystyki raport. siatka.org. [zarchiwizowane z tego adresu (2021-01-20)]. | Wyjściowe ustawienie: 23 pkt Wojciech Ferens 13 pkt Bartosz Krzysiek 11 pkt Piotr Hain 3 pkt Łukasz Szarek 3 pkt Wojciech Sobala 2 pkt Guillermo Hernán (L) Michał Żurek Zmiany: 7 pkt Patryk Skup 4 pkt Piotr Gruszka 4 pkt Dawid Gunia 0 pkt Bartosz Mariański 0 pkt Jonas Kvalen | Sędzia I: Maciej Maciejewski Sędzia II: Piotr Skowroński Widzów: 1750 MVP: Andrzej Wrona |  |

| 01.12.2012 | Indykpol AZS Olsztyn | 2:3 (23:25, 21:25, 25:19, 26:24, 13:15)                                     | Asseco Resovia Rzeszów | Hala Urania, Olsztyn                                                                   |  |
| 17:00      | Wyjściowe ustawienie: Bartosz Krzysiek 26 pkt Wojciech Ferens 21 pkt Wojciech Sobala 10 pkt Piotr Hain 5 pkt Guillermo Hernán 2 pkt Łukasz Szarek 2 pkt Michał Żurek (L) Zmiany: Patryk Skup 6 pkt Piotr Gruszka 4 pkt Bartosz Mariański 0 pkt | statystyki raport. siatka.org. [zarchiwizowane z tego adresu (2021-01-26)]. | Wyjściowe ustawienie: 19 pkt Olieg Achrem 19 pkt Nikola Kovačević 16 pkt Jochen Schöps 6 pkt Łukasz Perłowski 3 pkt Wojciech Grzyb 1 pkt Lukáš Ticháček (L) Krzysztof Ignaczak Zmiany: 10 pkt Zbigniew Bartman 3 pkt Grzegorz Kosok 1 pkt Maciej Dobrowolski 0 pkt Paul Lotman | Sędzia I: Wojciech Kasprzyk Sędzia II: Andrzej Kuchna Widzów: 4000 MVP: Lukáš Ticháček |  |

| 07.12.2012 | Wkręt-met AZS Częstochowa | 1:3 (25:22, 20:25, 17:25, 23:25)                                            | Indykpol AZS Olsztyn | Hala sportowa, Częstochowa                                                            |  |
| 17:30      | Wyjściowe ustawienie: Grzegorz Bociek 21 pkt Miłosz Hebda 19 pkt Michał Kaczyński 18 pkt Adrian Hunek 8 pkt Srećko Lisinac 5 pkt Andrzej Stelmach 4 pkt Kacper Piechocki (L) Zmiany: Adrian Szlubowski 1 pkt Marcin Janusz 1 pkt Mariusz Marcyniak 0 pkt | statystyki raport. siatka.org. [zarchiwizowane z tego adresu (2016-08-17)]. | Wyjściowe ustawienie: 33 pkt Bartosz Krzysiek 16 pkt Wojciech Ferens 8 pkt Piotr Hain 7 pkt Wojciech Sobala 1 pkt Guillermo Hernán 0 pkt Piotr Gruszka (L) Michał Żurek Zmiany: 3 pkt Piotr Łukasik 2 pkt Patryk Skup | Sędzia I: Mariusz Gadzina Sędzia II: Robert Dworak Widzów: 1500 MVP: Bartosz Krzysiek |  |

| 14.12.2012 | Indykpol AZS Olsztyn | 1:3 (19:25, 18:25, 26:24, 17:25)                                            | PGE Skra Bełchatów | Hala Urania, Olsztyn                                                                     |  |
| 20:00      | Wyjściowe ustawienie: Wojciech Ferens 17 pkt Bartosz Krzysiek 15 pkt Wojciech Sobala 7 pkt Piotr Hain 7 pkt Piotr Gruszka 0 pkt Guillermo Hernán 1 pkt Michał Żurek (L) Zmiany: Piotr Łukasik 7 pkt Patryk Skup 0 pkt | statystyki raport. siatka.org. [zarchiwizowane z tego adresu (2016-04-04)]. | Wyjściowe ustawienie: 20 pkt Michał Winiarski 19 pkt Mariusz Wlazły 16 pkt Maciej Muzaj 10 pkt Daniel Pliński 8 pkt Karol Kłos 3 pkt Dante Boninfante (L) Paweł Zatorski Zmiany: 1 pkt Konstantin Čupković 0 pkt Paweł Woicki | Sędzia I: Maciej Twardowski Sędzia II: Sylwester Strzylak Widzów: b.d. MVP: Maciej Muzaj |  |

| 23.12.2012 | Effector Kielce | 3:2 (22:25, 25:22, 19:25, 28:26, 15:11)                                     | Indykpol AZS Olsztyn | Hala Legionów, Kielce                                                                      |  |
| 14:30      | Wyjściowe ustawienie: Armando Danger 20 pkt Nikołaj Penczew 20 pkt Grzegorz Kokociński13 pkt Adrian Staszewski 10 pkt Miłosz Zniszczoł 8 pkt Michał Kozłowski 2 pkt Bartosz Sufa (L) Zmiany: Robert Milczarek 4 pkt Grzegorz Pająk 2 pkt Tomasz Józefacki 0 pkt | statystyki raport. siatka.org. [zarchiwizowane z tego adresu (2016-08-17)]. | Wyjściowe ustawienie: 31 pkt Bartosz Krzysiek 20 pkt Wojciech Ferens 12 pkt Wojciech Sobala 8 pkt Piotr Gruszka 5 pkt Piotr Hain 2 pkt Guillermo Hernán (L) Michał Żurek Zmiany: 0 pkt Patryk Skup 0 pkt Piotr Łukasik 0 pkt Bartosz Mariański | Sędzia I: Waldemar Niemczura Sędzia II: Paweł Burkiewicz Widzów: 1500 MVP: Nikołaj Penczew |  |

| 04.01.2013 | Indykpol AZS Olsztyn | 3:2 (27:25, 29:31, 27:25, 25:22, 19:17)                                     | ZAKSA Kędzierzyn-Koźle | Hala Urania, Olsztyn                                                                       |  |
| 18:00      | Wyjściowe ustawienie: Bartosz Krzysiek 29 pkt Wojciech Ferens 18 pkt Piotr Hain 15 pkt Wojciech Sobala 11 pkt Piotr Gruszka 8 pkt Guillermo Hernán 0 pkt Michał Żurek (L) Zmiany: Łukasz Szarek 1 pkt Piotr Łukasik 0 pkt Patryk Skup 0 pkt | statystyki raport. siatka.org. [zarchiwizowane z tego adresu (2016-06-07)]. | Wyjściowe ustawienie: 27 pkt Antonin Rouzier 17 pkt Felipe Luiz Fonteles 15 pkt Jurij Hładyr 15 pkt Łukasz Wiśniewski 13 pkt Michał Ruciak 0 pkt Grzegorz Pilarz (L) Piotr Gacek Zmiany: 1 pkt Paweł Zagumny 0 pkt Dominik Witczak 0 pkt Rogerio Nogueira | Sędzia I: Maciej Maciejewski Sędzia II: Mariusz Gadzina Widzów: b.d. MVP: Bartosz Krzysiek |  |

| 13.01.2013 | AZS Politechnika Warszawska | 3:0 (25:20, 25:21, 25:18)                                                   | Indykpol AZS Olsztyn | Hala Torwar, Warszawa                                                               |  |
| 17:00      | Wyjściowe ustawienie: Paweł Siezieniewski 13 pkt Marcin Nowak 12 pkt Grzegorz Szymański 12 pkt Maciej Pawliński 11 pkt Dawid Dryja 9 pkt Fabian Drzyzga 0 pkt Michał Potera (L) Zmiany: Maciej Olenderek 0 pkt | statystyki raport. siatka.org. [zarchiwizowane z tego adresu (2016-06-11)]. | Wyjściowe ustawienie: 13 pkt Wojciech Ferens 9 pkt Wojciech Sobala 7 pkt Bartosz Krzysiek 6 pkt Piotr Hain 5 pkt Piotr Gruszka 0 pkt Guillermo Hernán (L) Michał Żurek Zmiany: 2 pkt Łukasz Szarek 1 pkt Piotr Łukasik 0 pkt Patryk Skup 0 pkt Bartosz Mariański | Sędzia I: Jacek Hojka Sędzia II: Waldemar Kobienia Widzów: 2700 MVP: Fabian Drzyzga |  |

| 18.01.2013 | Indykpol AZS Olsztyn | 1:3 (32:34, 15:25, 25:23, 21:25)                                            | Jastrzębski Węgiel | Hala Urania, Olsztyn                                                            |  |
| 18:00      | Wyjściowe ustawienie: Bartosz Krzysiek 24 pkt Piotr Gruszka 16 pkt Piotr Hain 9 pkt Wojciech Ferens 5 pkt Wojciech Sobala 4 pkt Guillermo Hernán 0 pkt Michał Żurek (L) Zmiany: Piotr Łukasik 8 pkt Bartosz Mariański 0 pkt Patryk Skup 0 pkt | statystyki raport. siatka.org. [zarchiwizowane z tego adresu (2021-01-25)]. | Wyjściowe ustawienie: 22 pkt Michał Łasko 14 pkt Michał Kubiak 12 pkt Krzysztof Gierczyński 10 pkt Russell Holmes 8 pkt Patryk Czarnowski 4 pkt Simon Tischer (L) Damian Wojtaszek Zmiany: 4 pkt Matteo Martino 1 pkt Mateusz Malinowski 0 pkt Tiago Jorge da Silva Violas 0 pkt Rob Bontje | Sędzia I: Marcin Herbik Sędzia II: Tomasz Janik Widzów: 1900 MVP: Simon Tischer |  |

| 03.02.2013 | Indykpol AZS Olsztyn | 3:0 (25:18, 25:23, 25:20)                                                   | Lotos Trefl Gdańsk | Hala Urania, Olsztyn                                                          |  |
| 14:30      | Wyjściowe ustawienie: Bartosz Krzysiek 19 pkt Wojciech Ferens 10 pkt Wojciech Sobala 10 pkt Piotr Hain 7 pkt Piotr Gruszka 5 pkt Guillermo Hernán 1 pkt Michał Żurek (L) Zmiany: Piotr Łukasik 0 pkt | statystyki raport. siatka.org. [zarchiwizowane z tego adresu (2016-04-05)]. | Wyjściowe ustawienie: 7 pkt Wojciech Żaliński 5 pkt Michał Kaczmarek 4 pkt Matti Hietanen 4 pkt Wojciech Kaźmierczak 4 pkt Paweł Mikołajczak 1 pkt Grzegorz Łomacz (L) Paweł Rusek Zmiany: 10 pkt Michał Kamiński 2 pkt Mateusz Mika 1 pkt Bartosz Gawryszewski 0 pkt Patryk Szczurek (L) Bartosz Kaczmarek | Sędzia I: Piotr Król Sędzia II: Andrzej Kuchna Widzów: 2500 MVP: Michał Żurek |  |

| 09.02.2013 | Indykpol AZS Olsztyn | 0:3 (17:25, 19:25, 29:31)                                                   | Delecta Bydgoszcz | Hala Urania, Olsztyn                                                                   |  |
| 17:00      | Wyjściowe ustawienie: Piotr Hain 9 pkt Wojciech Ferens 7 pkt Wojciech Sobala 6 pkt Piotr Gruszka 4 pkt Bartosz Krzysiek 4 pkt Guillermo Hernán 1 pkt Michał Żurek (L) Zmiany: Łukasz Szarek 8 pkt Piotr Łukasik 7 pkt Kamil Obrębski 0 pkt Bartosz Mariański 0 pkt | statystyki raport. siatka.org. [zarchiwizowane z tego adresu (2016-04-05)]. | Wyjściowe ustawienie: 22 pkt Dawid Konarski 12 pkt Stéphane Antiga 7 pkt Andrzej Wrona 5 pkt Michal Masný 5 pkt Marcin Wika 10 pkt Tomasz Wieczorek (L) Michał Dębiec Zmiany: 0 pkt Łukasz Owczarz 0 pkt Marcin Waliński (L) Tomasz Bonisławski | Sędzia I: Jacek Hojka Sędzia II: Krzysztof Szmydyński Widzów: 1800 MVP: Dawid Konarski |  |

#### Wyjściowe ustawienia i zmiany
| Nr                 | Imię i nazwisko         | 1      | 2      | 3      | 4      | 5      | 6      | 7      | 8      | 9      | 10     | 11     | 12     | 13     | 14     | 15     | 16     | 17     | 18     |
| ------------------ | ----------------------- | ------ | ------ | ------ | ------ | ------ | ------ | ------ | ------ | ------ | ------ | ------ | ------ | ------ | ------ | ------ | ------ | ------ | ------ |
| 1                  | Guillermo Hernán        | 6 !    | 6 !    | 6 !    | 6 !    | 6 !    | 6 !    | 6 !    | 6 !    | 6 !    | 6 !    | 6 !    | 6 !    | 6 !    | 6 !    | 6 !    | 6 !    | 6 !    | 6 !    |
| 2                  | Jonas Kvalen            | Z !    | Z !    | ZZ !   | Z !    | Z !    | ZZZ !  | Z !    | Z !    | Z !    | ZZ !   | ZZ !   | ZZ !   | ZZ !   | ZZZ !  | ZZZ !  | ZZZ !  | ZZ !   | ZZZ !  |
| 3                  | Michał Żurek            | L      | L      | L      | L      | L      | L      | L      | L      | L      | L      | L      | L      | L      | L      | L      | L      | L      | L      |
| 4                  | Bartosz Mariański       | Z !    | Z !    | Z !    | ZZ !   | ZZZ !  | Z !    | Z !    | Z !    | Z !    | Z !    | ZZ !   | ZZZ !  | Z !    | ZZ !   | Z !    | Z !    | ZZ !   | Z !    |
| 5                  | Wojciech Ferens         | 4 !    | 4 !    | 4 !    | 4 !    | 4 !    | 4 !    | 4 !    | 4 !    | 4 !    | 4 !    | 4 !    | 4 !    | 4 !    | 4 !    | 4 !    | 4 !    | 4 !    | 4 !    |
| 6                  | Kamil Obrębski          | ZZZ !  | ZZZ !  | ZZZ !  | ZZZ !  | ZZZ !  | ZZ !   | ZZZ !  | ZZZ !  | ZZZ !  | ZZZ !  | ZZZ !  | ZZZ !  | ZZZ !  | ZZ !   | ZZ !   | ZZ !   | ZZZ !  | ZZ !   |
| 7                  | Łukasz Szarek           | 1 !    | 1 !    | 1 !    | 1 !    | 1 !    | Z !    | 1 !    | 1 !    | 1 !    | 1 !    | ZZZ !  | ZZ !   | ZZ !   | Z !    | Z !    | ZZ !   | ZZ !   | ZZ !   |
| 8                  | Jakub Urbanowicz        | ZZ !   | ZZ !   | ZZ !   | Z !    | ZZ !   | Z !    | ZZ !   | ZZZ !  | ZZZ !  | ZZZ !  | ZZZ !  | ZZZ !  | ZZZ !  | ZZZ !  | ZZZ !  | ZZZ !  | ZZZ !  | ZZZ !  |
| 9                  | Metodi Ananiew          | ZZZZ ! | ZZZZ ! | ZZZZ ! | ZZZZ ! | ZZZZ ! | ZZZZ ! | ZZZZ ! | ZZZZ ! | ZZZZ ! | ZZZZ ! | ZZZZ ! | ZZZZ ! | ZZZZ ! | ZZZZ ! | ZZZZ ! | ZZZZ ! | ZZZZ ! | ZZZZ ! |
| 9                  | Piotr Gruszka           | ZZZ !  | ZZZ !  | ZZZ !  | ZZZ !  | ZZZ !  | ZZZ !  | ZZZ !  | Z !    | Z !    | Z !    | 1 !    | 1 !    | 1 !    | 1 !    | 1 !    | 1 !    | 1 !    | 1 !    |
| 10                 | Dawid Gunia             | Z !    | ZZ !   | Z !    | Z !    | ZZ !   | ZZ !   | ZZ !   | ZZ !   | Z !    | ZZ !   | ZZ !   | ZZ !   | ZZ !   | ZZZ !  | ZZZ !  | ZZZ !  | ZZZ !  | ZZZ !  |
| 11                 | Wojciech Sobala         | 2 !    | 2 !    | 2 !    | 2 !    | 2 !    | 2 !    | 2 !    | 2 !    | 2 !    | 2 !    | 2 !    | 2 !    | 2 !    | 2 !    | 2 !    | 2 !    | 2 !    | 2 !    |
| 12                 | Rafael Batista da Silva | ZZ !   | ZZ !   | ZZZ !  | Z !    | Z !    | 1 !    | ZZZ !  | ZZZ !  | ZZZ !  | ZZZ !  | ZZZ !  | ZZZ !  | ZZZ !  | ZZZ !  | ZZZ !  | ZZZ !  | ZZZ !  | ZZZ !  |
| 13                 | Piotr Łukasik           | ZZZZ ! | ZZZZ ! | ZZZ !  | ZZZZ ! | ZZZZ ! | ZZZ !  | ZZZ !  | ZZZ !  | ZZZ !  | ZZZ !  | Z !    | Z !    | Z !    | Z !    | Z !    | Z !    | Z !    | Z !    |
| 15                 | Patryk Skup             | ZZZ !  | ZZZ !  | Z !    | ZZZ !  | Z !    | ZZZ !  | Z !    | Z !    | Z !    | Z !    | Z !    | Z !    | Z !    | Z !    | Z !    | Z !    | ZZZ !  | ZZZ !  |
| 16                 | Piotr Hain              | 5 !    | 5 !    | 5 !    | 5 !    | 5 !    | 5 !    | 5 !    | 5 !    | 5 !    | 5 !    | 5 !    | 5 !    | 5 !    | 5 !    | 5 !    | 5 !    | 5 !    | 5 !    |
| 17                 | Bartosz Krzysiek        | 3 !    | 3 !    | 3 !    | 3 !    | 3 !    | 3 !    | 3 !    | 3 !    | 3 !    | 3 !    | 3 !    | 3 !    | 3 !    | 3 !    | 3 !    | 3 !    | 3 !    | 3 !    |
| 18                 | Damian Boruch           | ZZZ !  | ZZZ !  | ZZZ !  | ZZZ !  | ZZZ !  | ZZZ !  | ZZZ !  | ZZZ !  | ZZZ !  | ZZZ !  | ZZZ !  | ZZZ !  | ZZZ !  | ZZZ !  | ZZZ !  | ZZZ !  | ZZ !   | ZZ !   |
|                    |                         |        |        |        |        |        |        |        |        |        |        |        |        |        |        |        |        |        |        |
| Miejsce meczu      | Miejsce meczu           | W      | D      | W      | D      | W      | D      | W      | W      | W      | D      | W      | D      | W      | D      | W      | D      | D      | D      |
| Wynik meczu        | Wynik meczu             | P      | Z      | P      | P      | P      | P      | P      | Z      | P      | P      | Z      | P      | P      | Z      | P      | P      | Z      | P      |
| Pozycja po kolejce | Pozycja po kolejce      | 8      | 7      | 7      | 8      | 8      | 8      | 9      | 9      | 9      | 8      | 8      | 8      | 8      | 8      | 9      | 9      | 9      | 9      |

Legenda:
| – | zawodnicy w wyjściowym ustawieniu (cyfra oznacza strefę, w której rozpoczynali mecz) |
|   | zawodnicy wchodzący na zmiany                                                        |
| L | libero                                                                               |

|  | zawodnicy, którzy znaleźli się w meczowym składzie, ale nie weszli na boisko w trakcie meczu |
|  | zawodnicy, którzy nie znaleźli się w meczowym składzie                                       |
|  | niedyspozycja z powodu kontuzji lub innych problemów zdrowotnych                             |

### Mecze o 9. miejsce (do 3 zwycięstw)
| 02.03.2013 | Indykpol AZS Olsztyn | 1:3 (23:25, 25:23, 14:25, 23:25) | Wkręt-met AZS Częstochowa | Hala Urania, Olsztyn                                                                  |  |
| 17:00      | Wyjściowe ustawienie: Wojciech Ferens 12 pkt Piotr Hain 10 pkt Bartosz Krzysiek 8 pkt Piotr Gruszka 6 pkt Dawid Gunia 2 pkt Guillermo Hernán 1 pkt Michał Żurek (L) Zmiany: Piotr Łukasik 9 pkt Łukasz Szarek 4 pkt Wojciech Sobala 2 pkt Bartosz Mariański 0 pkt | statystyki raport                | Wyjściowe ustawienie: 22 pkt Grzegorz Bociek 11 pkt Srećko Lisinac 8 pkt Adrian Hunek 3 pkt Andrzej Stelmach 11 pkt Dawid Murek 20 pkt Miłosz Hebda (L) Kacper Piechocki Zmiany: 0 pkt Mariusz Marcyniak 0 pkt Michał Kaczyński 0 pkt Marcin Janusz (L) Jakub Bik | Sędzia I: Piotr Skowroński Sędzia II: Jacek Broński Widzów: 1500 MVP: Grzegorz Bociek |  |

| 08.03.2013 | Wkręt-met AZS Częstochowa | 3:1 (25:21, 20:25, 25:19, 28:26) | Indykpol AZS Olsztyn | Hala sportowa, Częstochowa                                                           |  |
| 18:30      | Wyjściowe ustawienie: Grzegorz Bociek 19 pkt Srećko Lisinac 14 pkt Adrian Hunek 12 pkt Miłosz Hebda 10 pkt Dawid Murek 9 pkt Andrzej Stelmach 3 pkt Kacper Piechocki (L) Zmiany: Michał Kaczyński 2 pkt Adrian Szlubowski 1 pkt Mariusz Marcyniak 0 pkt Jakub Bik (L) | statystyki raport                | Wyjściowe ustawienie: 28 pkt Bartosz Krzysiek 14 pkt Wojciech Ferens 8 pkt Piotr Hain 6 pkt Wojciech Sobala 4 pkt Piotr Gruszka 1 pkt Guillermo Hernán (L) Michał Żurek Zmiany: 1 pkt Dawid Gunia 1 pkt Patryk Skup 0 pkt Piotr Łukasik 0 pkt Kamil Obrębski | Sędzia I: Waldemar Kobienia Sędzia II: Tomasz Janik Widzów: 2000 MVP: Srećko Lisinac |  |

| 15.03.2013 | Indykpol AZS Olsztyn | 0:3 (15:25, 22:25, 19:25) | Wkręt-met AZS Częstochowa | Hala Urania, Olsztyn                                                                  |  |
| 18:00      | Wyjściowe ustawienie: Wojciech Sobala 12 pkt Piotr Hain 8 pkt Bartosz Krzysiek 8 pkt Wojciech Ferens 4 pkt Guillermo Hernán 3 pkt Piotr Gruszka 3 pkt Michał Żurek (L) Zmiany: Piotr Łukasik 3 pkt Łukasz Szarek 2 pkt Patryk Skup 1 pkt | statystyki raport         | Wyjściowe ustawienie: 17 pkt Grzegorz Bociek 12 pkt Srećko Lisinac 8 pkt Adrian Hunek 8 pkt Miłosz Hebda 7 pkt Dawid Murek 4 pkt Andrzej Stelmach (L) Kacper Piechocki Zmiany: 0 pkt Mariusz Marcyniak (L) Jakub Bik | Sędzia I: Mariusz Gadzina Sędzia II: Robert Dworak Widzów: 1200 MVP: Andrzej Stelmach |  |

#### Wyjściowe ustawienia i zmiany
| 1             | Guillermo Hernán        | 6 !    | 6 !    | 6 !    |  |  |  |  |  |  |  |  |  |  |  |  |  |  |  |
| 2             | Jonas Kvalen            | ZZZ !  | ZZZ !  | ZZZ !  |  |  |  |  |  |  |  |  |  |  |  |  |  |  |  |
| 3             | Michał Żurek            | L      | L      | L      |  |  |  |  |  |  |  |  |  |  |  |  |  |  |  |
| 4             | Bartosz Mariański       | Z !    | ZZZ !  | ZZZ !  |  |  |  |  |  |  |  |  |  |  |  |  |  |  |  |
| 5             | Wojciech Ferens         | 4 !    | 4 !    | 4 !    |  |  |  |  |  |  |  |  |  |  |  |  |  |  |  |
| 6             | Kamil Obrębski          | ZZZ !  | Z !    | ZZZ !  |  |  |  |  |  |  |  |  |  |  |  |  |  |  |  |
| 7             | Łukasz Szarek           | Z !    | ZZZ !  | Z !    |  |  |  |  |  |  |  |  |  |  |  |  |  |  |  |
| 8             | Jakub Urbanowicz        | ZZZ !  | ZZ !   | ZZZ !  |  |  |  |  |  |  |  |  |  |  |  |  |  |  |  |
| 9             | Metodi Ananiew          | ZZZZ ! | ZZZZ ! | ZZZZ ! |  |  |  |  |  |  |  |  |  |  |  |  |  |  |  |
| 9             | Piotr Gruszka           | 1 !    | 1 !    | 1 !    |  |  |  |  |  |  |  |  |  |  |  |  |  |  |  |
| 10            | Dawid Gunia             | 2 !    | Z !    | ZZ !   |  |  |  |  |  |  |  |  |  |  |  |  |  |  |  |
| 11            | Wojciech Sobala         | Z !    | 2 !    | 2 !    |  |  |  |  |  |  |  |  |  |  |  |  |  |  |  |
| 12            | Rafael Batista da Silva | ZZZ !  | ZZZ !  | ZZZ !  |  |  |  |  |  |  |  |  |  |  |  |  |  |  |  |
| 13            | Piotr Łukasik           | Z !    | Z !    | Z !    |  |  |  |  |  |  |  |  |  |  |  |  |  |  |  |
| 15            | Patryk Skup             | ZZZ !  | Z !    | Z !    |  |  |  |  |  |  |  |  |  |  |  |  |  |  |  |
| 16            | Piotr Hain              | 5 !    | 5 !    | 5 !    |  |  |  |  |  |  |  |  |  |  |  |  |  |  |  |
| 17            | Bartosz Krzysiek        | 3 !    | 3 !    | 3 !    |  |  |  |  |  |  |  |  |  |  |  |  |  |  |  |
| 18            | Damian Boruch           | ZZZ !  | ZZZ !  | ZZZ !  |  |  |  |  |  |  |  |  |  |  |  |  |  |  |  |
|               |                         |        |        |        |  |  |  |  |  |  |  |  |  |  |  |  |  |  |  |
| Miejsce meczu | Miejsce meczu           | D      | W      | D      |  |  |  |  |  |  |  |  |  |  |  |  |  |  |  |
| Wynik meczu   | Wynik meczu             | P      | P      | P      |  |  |  |  |  |  |  |  |  |  |  |  |  |  |  |

Legenda:
| – | zawodnicy w wyjściowym ustawieniu (cyfra oznacza strefę, w której rozpoczynali mecz) |
|   | zawodnicy wchodzący na zmiany                                                        |
| L | libero                                                                               |

|  | zawodnicy, którzy znaleźli się w meczowym składzie, ale nie weszli na boisko w trakcie meczu |
|  | zawodnicy, którzy nie znaleźli się w meczowym składzie                                       |
|  | niedyspozycja z powodu kontuzji lub innych problemów zdrowotnych                             |

## Mecze w Pucharze Polski

### Runda VI
| 19.12.2012 | Indykpol AZS Olsztyn | 2:3 (25:23, 14:25, 19:25, 25:23, 11:15) | Delecta Bydgoszcz | Hala sportowa, Nidzica                             |  |
| 17:00      | Wyjściowe ustawienie: Piotr Gruszka Guillermo Hernán Bartosz Krzysiek Wojciech Sobala Piotr Hain Wojciech Ferens Michał Żurek (L) Zmiany: Patryk Skup Jonas Kvalen Bartosz Mariański Łukasz Szarek | raport                                  | Wyjściowe ustawienie: Michal Masný Dawid Konarski Andrzej Wrona Wojciech Jurkiewicz Stéphane Antiga Marcin Wika Michał Dębiec (L) Zmiany: Łukasz Wiese Łukasz Owczarz Piotr Lipiński | Sędzia I: Piotr Skowroński Sędzia II: Tomasz Janik |  |

## Statystyki
Statystyki obejmują wszystkie mecze rozegrane w ramach PlusLigi w sezonie 2012/2013. Pierwsza tabela przedstawia osiągnięcia zawodników w poszczególnych elementach na tle całej drużyny. Pozostałe tabele przedstawiają indywidualne osiągnięcia zawodników w wybranych rankingach na tle wszystkich zawodników z pozostałych drużyn.

### Cała drużyna
| Nr           | Zawodnik                | Roz. sety | PUNKTY | PUNKTY | PUNKTY | ZAGRYWKA | ZAGRYWKA | ZAGRYWKA | ZAGRYWKA | ZAGRYWKA | PRZYJĘCIE | PRZYJĘCIE | PRZYJĘCIE | PRZYJĘCIE | PRZYJĘCIE | PRZYJĘCIE | ATAK | ATAK | ATAK | ATAK | ATAK | ATAK | BLOK | BLOK | BLOK |
| Nr           | Zawodnik                | Roz. sety | Suma   | ZP1    | ZPK    | Suma     | ZP       | SP       | ANS      | EZ       | Suma      | SP        | NEG       | BDB       | %BDB      | EP        | Suma | SP   | AZ   | ZPA  | %A   | EA   | SP   | ZP   | BNS  |
| ------------ | ----------------------- | --------- | ------ | ------ | ------ | -------- | -------- | -------- | -------- | -------- | --------- | --------- | --------- | --------- | --------- | --------- | ---- | ---- | ---- | ---- | ---- | ---- | ---- | ---- | ---- |
| 1            | Guillermo Hernán        | 78        | 20     | 4      | 16     | 247      | 5        | 28       | 0,1      | -9%      | 5         | 2         | 3         | 0         | 0%        | -40%      | 22   | 1    | 3    | 5    | 23%  | 18%  | 6    | 10   | 0,1  |
| 2            | Jonas Kvalen            | 13        | 0      | 0      | 0      | 1        | 0        | 0        | 0,0      | 0%       | 0         | 0         | 0         | 0         | –         | –         | 0    | 0    | 0    | 0    | –    | –    | 0    | 0    | 0,0  |
| 3            | Michał Żurek            | 78        | 0      | 0      | 0      | 0        | 0        | 0        | 0,0      | –        | 515       | 23        | 139       | 124       | 24%       | 20%       | 0    | 0    | 0    | 0    | –    | –    | 0    | 0    | 0,0  |
| 4            | Bartosz Mariański       | 26        | 0      | 0      | 0      | 0        | 0        | 0        | 0,0      | –        | 30        | 4         | 10        | 5         | 17%       | 3%        | 0    | 0    | 0    | 0    | –    | –    | 0    | 0    | 0,0  |
| 5            | Wojciech Ferens         | 77        | 290    | 200    | 90     | 278      | 17       | 69       | 0,2      | -19%     | 633       | 29        | 205       | 150       | 24%       | 19%       | 540  | 36   | 48   | 238  | 44%  | 37%  | 5    | 35   | 0,5  |
| 6            | Kamil Obrębski          | 3         | 0      | 0      | 0      | 1        | 0        | 1        | 0,0      | -100%    | 0         | 0         | 0         | 0         | –         | –         | 0    | 0    | 0    | 0    | –    | –    | 0    | 0    | 0,0  |
| 7            | Łukasz Szarek           | 40        | 75     | 54     | 21     | 98       | 3        | 13       | 0,1      | -10%     | 79        | 14        | 28        | 15        | 19%       | 1%        | 185  | 19   | 12   | 65   | 35%  | 25%  | 2    | 7    | 0,2  |
| 8            | Jakub Urbanowicz        | 5         | 5      | 5      | 0      | 8        | 0        | 3        | 0,0      | -38%     | 8         | 1         | 4         | 0         | 0%        | -13%      | 13   | 1    | 1    | 5    | 38%  | 31%  | 0    | 0    | 0,0  |
| 9            | Metodi Ananiew          | 0         | 0      | 0      | 0      | 0        | 0        | 0        | –        | –        | 0         | 0         | 0         | 0         | –         | –         | 0    | 0    | 0    | 0    | –    | –    | 0    | 0    | –    |
| 9            | Piotr Gruszka           | 49        | 68     | 49     | 19     | 166      | 4        | 8        | 0,1      | -2%      | 136       | 10        | 42        | 36        | 26%       | 19%       | 207  | 6    | 28   | 56   | 27%  | 24%  | 0    | 8    | 0,2  |
| 10           | Dawid Gunia             | 9         | 8      | 5      | 3      | 25       | 1        | 3        | 0,1      | -8%      | 3         | 0         | 0         | 1         | 33%       | 33%       | 16   | 4    | 1    | 5    | 31%  | 6%   | 0    | 2    | 0,2  |
| 11           | Wojciech Sobala         | 77        | 147    | 98     | 49     | 325      | 15       | 23       | 0,2      | -2%      | 19        | 1         | 5         | 8         | 42%       | 37%       | 186  | 12   | 12   | 96   | 52%  | 45%  | 3    | 36   | 0,5  |
| 12           | Rafael Batista da Silva | 6         | 4      | 3      | 1      | 16       | 0        | 0        | 0,0      | 0%       | 30        | 3         | 12        | 5         | 17%       | 7%        | 11   | 0    | 1    | 4    | 36%  | 36%  | 1    | 0    | 0,0  |
| 13           | Piotr Łukasik           | 29        | 38     | 32     | 6      | 47       | 1        | 4        | 0,0      | -6%      | 94        | 8         | 33        | 24        | 26%       | 17%       | 61   | 4    | 7    | 27   | 44%  | 38%  | 1    | 10   | 0,3  |
| 15           | Patryk Skup             | 34        | 24     | 15     | 9      | 9        | 0        | 3        | 0,0      | -33%     | 1         | 1         | 0         | 0         | 0%        | -100%     | 45   | 2    | 4    | 20   | 44%  | 40%  | 0    | 4    | 0,1  |
| 16           | Piotr Hain              | 78        | 163    | 110    | 53     | 238      | 6        | 21       | 0,1      | -6%      | 15        | 0         | 6         | 4         | 27%       | 27%       | 185  | 11   | 15   | 109  | 59%  | 53%  | 3    | 48   | 0,6  |
| 17           | Bartosz Krzysiek        | 76        | 374    | 265    | 109    | 270      | 14       | 69       | 0,2      | -20%     | 0         | 0         | 0         | 0         | –         | –         | 803  | 76   | 106  | 324  | 40%  | 31%  | 4    | 36   | 0,5  |
| 18           | Damian Boruch           | 0         | 0      | 0      | 0      | 0        | 0        | 0        | –        | –        | 0         | 0         | 0         | 0         | –         | –         | 0    | 0    | 0    | 0    | –    | –    | 0    | 0    | –    |
| Cała drużyna | Cała drużyna            | 78        | 1216   | 840    | 376    | 1729     | 66       | 245      | 0,8      | -10%     | 1568      | 96        | 487       | 372       | 24%       | 18%       | 2274 | 172  | 238  | 954  | 42%  | 34%  | 25   | 196  | 0,3  |

### Ranking najlepiej atakujących
| Poz. | Zawodnik                | Specjalność             | Drużyna              | Roz. mecze (sety) | Ataków punktowych | Średnia na set |
| ---- | ----------------------- | ----------------------- | -------------------- | ----------------- | ----------------- | -------------- |
| 1    | Dawid Konarski          | atakujący               | Delecta Bydgoszcz    | 26 (97)           | 423               | 4,36           |
| 2    | Michał Łasko            | atakujący               | Jastrzębski Węgiel   | 28 (104)          | 404               | 3,88           |
| 3    | Grzegorz Bociek         | atakujący               | AZS Częstochowa      | 21 (82)           | 341               | 4,16           |
| 6    | Bartosz Krzysiek        | atakujący               | Indykpol AZS Olsztyn | 21 (76)           | 324               | 4,26           |
| 17   | Wojciech Ferens         | przyjmujący             | Indykpol AZS Olsztyn | 21 (77)           | 238               | 3,09           |
| 46   | Piotr Hain              | środkowy                | Indykpol AZS Olsztyn | 21 (78)           | 109               | 1,4            |
| 53   | Wojciech Sobala         | środkowy                | Indykpol AZS Olsztyn | 21 (77)           | 96                | 1,25           |
| 66   | Łukasz Szarek           | atakujący / przyjmujący | Indykpol AZS Olsztyn | 15 (40)           | 65                | 1,62           |
| 69   | Piotr Gruszka           | przyjmujący             | Indykpol AZS Olsztyn | 14 (49)           | 56                | 1,14           |
| 76   | Piotr Łukasik           | przyjmujący             | Indykpol AZS Olsztyn | 11 (29)           | 27                | 0,93           |
| 82   | Patryk Skup             | uniwersalny             | Indykpol AZS Olsztyn | 14 (34)           | 20                | 0,59           |
| 101  | Jakub Urbanowicz        | przyjmujący             | Indykpol AZS Olsztyn | 2 (5)             | 5                 | 1              |
| 102  | Dawid Gunia             | środkowy                | Indykpol AZS Olsztyn | 6 (9)             | 5                 | 0,56           |
| 104  | Guillermo Hernán        | rozgrywający            | Indykpol AZS Olsztyn | 21 (78)           | 5                 | 0,06           |
| 106  | Rafael Batista da Silva | przyjmujący             | Indykpol AZS Olsztyn | 3 (6)             | 4                 | 0,67           |

### Ranking najlepiej blokujących
| Poz. | Zawodnik         | Specjalność             | Drużyna              | Roz. mecze (sety) | Bloków punktowych | Średnia na set |
| ---- | ---------------- | ----------------------- | -------------------- | ----------------- | ----------------- | -------------- |
| 1    | Andrzej Wrona    | środkowy                | Delecta Bydgoszcz    | 26 (97)           | 75                | 0,77           |
| 2    | Daniel Pliński   | środkowy                | PGE Skra Bełchatów   | 25 (96)           | 71                | 0,74           |
| 3    | Miłosz Zniszczoł | środkowy                | Effector Kielce      | 25 (94)           | 70                | 0,74           |
| 13   | Piotr Hain       | środkowy                | Indykpol AZS Olsztyn | 21 (78)           | 48                | 0,62           |
| 27   | Bartosz Krzysiek | atakujący               | Indykpol AZS Olsztyn | 21 (76)           | 36                | 0,47           |
| 28   | Wojciech Sobala  | środkowy                | Indykpol AZS Olsztyn | 21 (77)           | 36                | 0,47           |
| 29   | Wojciech Ferens  | przyjmujący             | Indykpol AZS Olsztyn | 21 (77)           | 35                | 0,45           |
| 74   | Piotr Łukasik    | przyjmujący             | Indykpol AZS Olsztyn | 11 (29)           | 10                | 0,34           |
| 75   | Guillermo Hernán | rozgrywający            | Indykpol AZS Olsztyn | 21 (78)           | 10                | 0,13           |
| 79   | Piotr Gruszka    | przyjmujący             | Indykpol AZS Olsztyn | 14 (49)           | 8                 | 0,16           |
| 85   | Łukasz Szarek    | atakujący / przyjmujący | Indykpol AZS Olsztyn | 15 (40)           | 7                 | 0,17           |
| 95   | Patryk Skup      | uniwersalny             | Indykpol AZS Olsztyn | 14 (34)           | 4                 | 0,12           |
| 103  | Dawid Gunia      | środkowy                | Indykpol AZS Olsztyn | 6 (9)             | 2                 | 0,22           |

### Ranking najlepiej punktujących
| Poz. | Zawodnik                | Specjalność             | Drużyna              | Roz. mecze (sety) | Zdobytych punktów | Średnia na set |
| ---- | ----------------------- | ----------------------- | -------------------- | ----------------- | ----------------- | -------------- |
| 1    | Dawid Konarski          | atakujący               | Delecta Bydgoszcz    | 26 (97)           | 506               | 5,22           |
| 2    | Michał Łasko            | atakujący               | Jastrzębski Węgiel   | 28 (104)          | 482               | 4,63           |
| 3    | Mariusz Wlazły          | atakujący               | PGE Skra Bełchatów   | 27 (106)          | 418               | 3,94           |
| 5    | Bartosz Krzysiek        | atakujący               | Indykpol AZS Olsztyn | 21 (76)           | 374               | 4,92           |
| 17   | Wojciech Ferens         | przyjmujący             | Indykpol AZS Olsztyn | 21 (77)           | 290               | 3,77           |
| 43   | Piotr Hain              | środkowy                | Indykpol AZS Olsztyn | 21 (78)           | 163               | 2,09           |
| 49   | Wojciech Sobala         | środkowy                | Indykpol AZS Olsztyn | 21 (77)           | 147               | 1,91           |
| 70   | Łukasz Szarek           | atakujący / przyjmujący | Indykpol AZS Olsztyn | 15 (40)           | 75                | 1,87           |
| 72   | Piotr Gruszka           | przyjmujący             | Indykpol AZS Olsztyn | 14 (49)           | 68                | 1,39           |
| 80   | Piotr Łukasik           | przyjmujący             | Indykpol AZS Olsztyn | 11 (29)           | 38                | 1,31           |
| 88   | Patryk Skup             | uniwersalny             | Indykpol AZS Olsztyn | 14 (34)           | 24                | 0,71           |
| 92   | Guillermo Hernán        | rozgrywający            | Indykpol AZS Olsztyn | 21 (78)           | 20                | 0,26           |
| 107  | Dawid Gunia             | środkowy                | Indykpol AZS Olsztyn | 6 (9)             | 8                 | 0,89           |
| 109  | Jakub Urbanowicz        | przyjmujący             | Indykpol AZS Olsztyn | 2 (5)             | 5                 | 1              |
| 112  | Rafael Batista da Silva | przyjmujący             | Indykpol AZS Olsztyn | 3 (6)             | 4                 | 0,67           |

### Ranking najlepiej serwujących
| Poz. | Zawodnik             | Specjalność             | Drużyna                | Roz. mecze (sety) | Zagrywek punktowych | Średnia na set |
| ---- | -------------------- | ----------------------- | ---------------------- | ----------------- | ------------------- | -------------- |
| 1    | Felipe Luiz Fonteles | przyjmujący             | ZAKSA Kędzierzyn-Koźle | 22 (81)           | 50                  | 0,62           |
| 2    | Mariusz Wlazły       | atakujący               | PGE Skra Bełchatów     | 27 (106)          | 42                  | 0,4            |
| 3    | Stéphane Antiga      | przyjmujący             | Delecta Bydgoszcz      | 26 (97)           | 36                  | 0,37           |
| 24   | Wojciech Ferens      | przyjmujący             | Indykpol AZS Olsztyn   | 21 (77)           | 17                  | 0,22           |
| 28   | Wojciech Sobala      | środkowy                | Indykpol AZS Olsztyn   | 21 (77)           | 15                  | 0,19           |
| 34   | Bartosz Krzysiek     | atakujący               | Indykpol AZS Olsztyn   | 21 (76)           | 14                  | 0,18           |
| 66   | Piotr Hain           | środkowy                | Indykpol AZS Olsztyn   | 21 (78)           | 6                   | 0,08           |
| 75   | Guillermo Hernán     | rozgrywający            | Indykpol AZS Olsztyn   | 21 (78)           | 5                   | 0,06           |
| 78   | Piotr Gruszka        | przyjmujący             | Indykpol AZS Olsztyn   | 14 (49)           | 4                   | 0,08           |
| 84   | Łukasz Szarek        | atakujący / przyjmujący | Indykpol AZS Olsztyn   | 15 (40)           | 3                   | 0,07           |
| 96   | Dawid Gunia          | środkowy                | Indykpol AZS Olsztyn   | 6 (9)             | 1                   | 0,11           |
| 100  | Piotr Łukasik        | przyjmujący             | Indykpol AZS Olsztyn   | 11 (29)           | 1                   | 0,03           |